# Castillo de Shinjō
El castillo de Shinjō  (新庄城, Shinjō-jō?) fue un castillo japonés sito en Shinjō, al norte de la Prefectura de Yamagata, Japón. Durante la mayor parte del periodo Edo, el castillo fue la sede del clan Tozawa, daimios del Dominio de Shinjō. El castillo fue también conocido como "Numata-jō" (沼田城) y "Unuma-jō" (鵜沼城).

## Historia
Tras la abolición del clan Mogami por el shogunato Tokugawa, Tozawa Masamori, daimio del Dominio de Hitachi-Matsuoka (40.000 koku) fue transferido a la Provincia de Dewa en septiembre del año 1622 y se le aumentó el estipendio a 60.000 koku. Sus nuevos territorios incluían la totalidad del Dominio de Mogami y parte del Dominio de Murayama en la actual Prefectura de Yamagata. Considerando que el antiguo castillo de Sakenobe, situado en la cima de un cerro, era demasiado pequeño y que estaba situado en un lugar poco práctico, Masamori solicitó y obtuvo del shogunato el permiso para construir un nuevo castillo en la llanura con un recinto principal, y otro secundario al sur, rodeados por un tercer recinto y fosos (secos).
El año 1636 la torre del homenaje fue destruida por un incendio y no fue reconstruida.
En 1868, durante la guerra Boshin, que concluyó con la restauración Meiji, tuvo lugar la Batalla de Shinjō: poco después de la defección del Dominio de Kubota de la Alianza del Norte (Ōuetsu Reppan Dōmei, partidarios del shogunato), el Dominio de Shinjō lo imitó y, como consecuencia, fue invadido por los ejércitos del vecino Dominio de Shōnai. En la batalla subsiguiente, el castillo de Shinjō y gran parte de la ciudad aneja fueron destruidos por el fuego. Las tropas de Shōnai permanecieron allí hasta septiembre y después se retiraron, volviendo el control del mismo a manos de los Shinjō, pero el castillo tuvo que ser abandonado. En julio de 1871, con la abolición de los dominios feudales, se creó la Prefectura de Shinjō, pero en noviembre de ese mismo año fue absorbida por la Prefectura de Yamagata.

### El castillo hoy
Actualmente, el lugar que ocupaba el recinto principal está ocupado por cuatro santuarios sintoístas. Si se exceptúan algunas paredes y cimientos, la única estructura superviviente original es el santuario de Temman-gu. El emplazamiento de la torre del homenaje y el segundo recinto son hoy un parque público, y dentro de lo que fue el terreno del tercer recinto se encuentra un museo histórico.